# Hirssaari (ö i Södra Savolax, S:t Michel, lat 61,41, long 27,14)
Hirssaari är en ö i Finland. Den ligger i sjön Kallavesi och i kommunen Sankt Michel i den ekonomiska regionen  S:t Michel och landskapet Södra Savolax, i den södra delen av landet, 180 km nordost om huvudstaden Helsingfors. Öns area är 4,2 hektar och dess största längd är 300 meter i nord-sydlig riktning.